# Paso Ingeniero Ibáñez-Pallavicini
Paso Ingeniero Ibáñez-Pallavicini es un paso de frontera entre la República Argentina y la República de Chile, se encuentra en el extremo sur de ambos países, se accede del lado chileno por Ruta X-65 y de Argentina con la ruta provincia N.º 45, corresponde a la provincia de Santa Cruz y a la XI Región Aisén del General Carlos Ibáñez del Campo..
Del lado chileno la localidad más cercana a este paso el pueblo de Puerto Ingeniero Ibáñez (20 km) y del lado argentino Perito Moreno, la habilitación es permanente, dentro de los horarios establecidos para meses de verano y de invierno. 
En el año 2001 atravesaron el paso 1.233 vehículos, transportando 6.167 personas.  La altura del paso es de 327 m s. n. m..